# Font de les Escales
La Font de les Escales és una font pública de Santpedor (Bages) protegida com a Bé Cultural d'Interès Local.

## Descripció
El Clot de les Aigües o font de les Escales es troba en ple nucli antic de la vila de Santpedor per allà on passa una veta d'aigua que havia abastit la població.
Actualment la veta d'aigua està salinitzada per filtracions procedents del runam salí del Cogulló i no s'utilitza.
L'antiga font de les Escales és la font més antiga de Santpedor.
L'actual placeta de la Font es va construir l'any 1978 sobre el lloc de la surgència d'aigua. Aquesta surgència0 recollia aigua procedent de diverses mines. L'aigua sobrant recorria el subsòl de l'actual carrer Convent cap a la zona de l'horta nova, a la zona actual a partir del carrer Manresa i del convent dels Franciscans.
L'accés al conjunt es realitza a través d'una escala situada al lateral de la plaça. L'element principal és la mateixa surgència, ubicada al peu d'una fornícula d'arc de mig punt de pedra. Actualment encara es pot veure un espai que està travessat per tres murs de càrrega de formigó que suporten el carrer. A més, encara resten la fornícula de la font, dues fornícules d'arc rebaixat on segurament hi havia l'abeurador. També es conserva una cisterna, comunicada amb l'espai central, coberta amb sostre de volta i que encara acumula aigua provinent de la font i les mines. Altres elements són el pou i una canalització que segueix el carrer Clot de les Aigües, que conduïa l'aigua als antics abeuradors.
En la darrera intervenció de rehabilitació dels carrers i plaça, es va obrir un lluernari que permet l'entrada de llum natural a l'interior. A l'exterior hi ha informació històrica de la Font de les Escales i les mines, així com fotos antigues.

## Història
La font de les Escales era la font més antiga de Santpedor i, fins a finals del segle xix, l'únic punt important d'aprovisionament d'aigua corrent al centre del poble. També hi havia un punt d'abastiment d'aigua al pou de la Mare de Déu del Bon Succés al carrer Ample, documentat al segle xvi.
Des de l'edat mitjana els habitants de Santpedor utilitzaven l'aigua de la font per beure i per cuinar, i l'aigua que restava omplia abeuradors per al bestiar així com un safareig públic per fer la bugada i rentar les verdures i altres productes agrícoles com el cànem. Finalment s'utilitzava per regar els horts.
La font està documentada des del 1372, i fins a inicis del segle xx va ser el punt d'abastiment d'aigua més important de la vila.
Segons la documentació històrica, al segle xvi hi havia una construcció al clot de la font que anomenaven "tanca", i que permetia controlar l'ús per regadiu de l'aigua de la font de les Escales. Mentre no s'utilitzava, l'aigua s'acumulava en uns abeuradors que es trobaven fora del recinte, coneguts com el Portal dels Abeuradors, al final del carrer del Clot de les Aigües (actual carrer Convent), i situats a una distància de 150 m de la font. L'emplaçament de la tanca no s'ha localitzat, tot i que sembla que estaria situada just després de la font. L'aigua sobrera d'aquests abeuradors anava cap al fossat exterior de la muralla del segle xiv, seguint el pendent del terreny.
Al segle xii sembla que els horts documentats a la vila, que estarien ubicats dins el recinte de la muralla, només podien ser regats amb les aigües freàtiques del subsòl de la vila, que sortien a la superfície de la placeta de la Font. Aquestes mateixes aigües de la font eren les que regaven els horts de l'horta nova al segle xvi. Un document de 1548, que informa de les tandes de regadiu dels horts, explica amb detall l'aprofitament de l'aigua procedent d'aquesta font (Arxiu Històric i Comarcal de Manresa, Com. Núm. 78, VII).
L'aigua sempre havia estat un bé escàs a la vila de Santpedor. L'existència d'aquesta font segurament va marcar l'emplaçament de la població. La distribució de l'aigua va ser una qüestió preocupant fins ben entrat el segle xx. Al llarg de la història veiem com el comú de la vila intenta buscar solucions per aconseguir més cabal d'aigua. Al 1771 es projectà la construcció una séquia per portar aigua del Llobregat (tal com feu la ciutat de Manresa al segle XIV) des de més a munt de Balsareny. Finalment no es va arribar a fer. La qualitat de l'aigua empitjorava en època de sequera, ja que es produïen filtracions dels femers que hi havia a les cases per adobar els camps.
La mala qualitat de l'aigua va provocar epidèmies de còlera i tifus reiteradament. Per exemple l'any 1883 hi hagué 110 morts per aquesta causa. La mortaldat més gran es produí l'any 1894 quan s'infectaren uns 700 habitants dels 1900 que tenia el poble, i van morir 84 persones.
Per tal de millorar el subministrament d'aigua, l'any 1909 es van fer nous pous, s'instal·laren sis fonts públiques, es van canalitzar les aigües i es va fer una xarxa de clavegueram.
Entre els anys 1931 i 1932 es va aconseguir la concessió d'aigües de la séquia de Manresa per l'abastament del poble. El 1932 es va inaugurar una font per commemorar l'arribada de l'aigua potable a Santpedor.
L'any 1978 l'indret de la font es cobrí per obrir un nou carrer, conegut per carre del Clot de les Aigües. Amb tot, la font continua rajant i l'espai que ocupavatot el conjunt continua existint sota el subsòl del carrer.